# هيكتور ميدينا
هيكتور ميدينا (بالإسبانية: Héctor Medina)‏ (27 يناير 1975 في هندوراس - ) هو مدرب كرة قدم ولاعب كرة قدم هندوراسي في مركز حراسة المرمى. شارك مع منتخب هندوراس لكرة القدم. أما مع النوادي، فقد لعب مع ريال إسبانيا ونادي ديبورتيفو أوليمبيا ونادي بيدا وPumas UNAH ‏ وUnión Ájax ‏ وC.D. Real Juventud ‏.

## وصلات خارجية
- هيكتور ميدينا على موقع الاتحاد الدولي (مؤرشف)  (الإنجليزية)
- هيكتور ميدينا على موقع قاعدة بيانات كرة القدم.إي يو (الإنجليزية)
- هيكتور ميدينا على موقع ناشيونال فوتبول تيمز (الإنجليزية)